# Маноло Санлукар
Мано́ло Санлу́кар (исп. Manolo Sanlúcar, настоящее имя — Мануэ́ль Муньо́с Алько́н (исп. Manuel Muñoz Alcón; 24 ноября 1943, Санлукар-де-Баррамеда, Кадис, Франкистская Испания — 27 августа 2022, Херес-де-ла-Фронтера, Кадис, Испания) — испанский гитарист и композитор фламенко.

## Биография
Начал играть на гитаре в 7 лет под руководством своего отца, Исидро Муньоса (исп. Isidro Muñoz). В 14 лет начал профессиональную карьеру, аккомпанируя таким известным исполнителям, как Пепе Марчена (исп. Pepe Marchena). В 1972 году получил первое место на Всемирном фестивале гитаристов в Италии. В 1994 году журнал Guitar Player (США) назвал его лучшим гитаристом фламенко.
Кроме фламенко писал симфоническую музыку и музыку к балетам, где объединял классику и фламенко.

## Дискография
- Recital Flamenco — 1968
- Mundo y forma de la guitarra flamenca 1 — 1971
- Mundo y forma de la guitarra flamenca 2 — 1972
- Mundo y forma de la guitarra flamenca 3 — 1973
- Sanlúcar — 1974
- Sentimiento — 1976
- Candela — 1980
- Ven y sigueme — 1982
- Al Viento — 1982
- Tauromagia — 1988
- Aljibe. Sinfonia Andaluza — 1992
- Locura de Brisa y Trino — 2000